# Rhododendron brookeanum
Rhododendron brookeanum är en ljungväxtart. Rhododendron brookeanum ingår i släktet rododendron, och familjen ljungväxter.

## Underarter
Arten delas in i följande underarter:
- R. b. brookeanum
- R. b. cockburnii
- R. b. gracile
- R. b. extraneum
- R. b. moultonii